# Arend Agthe

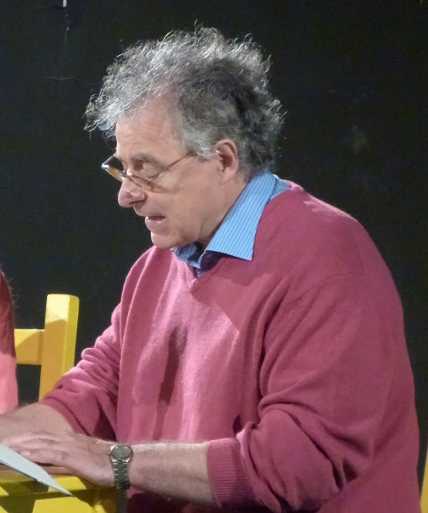
Arend Agthe bei einer Lesung auf dem Erlanger Poetenfest 2012

Arend Agthe (* 19. Februar 1949 in Rastede) ist ein deutscher Regisseur, Drehbuchautor und Schriftsteller.

## Leben
Agthe besuchte die Oldenburger Hindenburgschule, wo er 1968 das Abitur ablegte. Anschließend studierte er Theaterwissenschaft und Germanistik, zunächst in Marburg, später in Frankfurt am Main.
Am Beginn seiner Karriere war er Mitglied der Gruppe Arnold Hau und machte sich einen Namen unter anderem mit Fernseh-Kinderfilmen für die Serie Sesamstraße. Ab 1983 führte er auch bei Kinofilmen Regie, wie z. B. Flußfahrt mit Huhn. Mit Krimiserien wie Alarm für Cobra 11 – Die Autobahnpolizei begann er ab 1996 wieder bei Fernsehfilmen Regie zu führen.
2012 erschien sein erstes Buch, der Kinderkrimi Rettet Raffi!, den er gemeinsam mit seiner Frau Bettina Kupfer verfasste.
Agthe ist Mitglied der Deutschen Filmakademie. Im Herbst 2020 war er einer der Erstunterzeichner des Appells für freie Debattenräume.

## Filmografie (Auswahl)
- 1969: Die Klauer
- 1970: Der junge Brecht
- 1972: Auf falscher Bahn
- 1972: Hier ist ein Mensch
- 1973: Die Milchkännchen Trilogie
- 1973: Der Bretterplanet
- 1979/80: Das Rätseltier von Ingolstadt[3]
- 1981–2011: Löwenzahn
- 1981: Das Casanova-Projekt
- 1983: Flußfahrt mit Huhn
- 1985: Küken für Kairo
- 1985: Die Piratenbande
- 1987: Der Sommer des Falken
- 1988: Die Fliegerjacke
- 1989: Der Heimkehrer
- 1991: Wunderjahre
- 1993: Karakum – Ein Abenteuer in der Wüste
- 1995: Ein flotter Dreier: Nur für eine Nacht
- 1996–2019: Siebenstein
- 1998–1999: Adelheid und ihre Mörder
- 2001: Tatort: Bienzle und der heimliche Zeuge
- 2002: Tatort: Bienzle und der süße Tod
- 2004–2006: Anja und Anton
- 2005: Brief eines Unbekannten
- 2005: Tatort: Bienzle und der Feuerteufel
- 2006: Tatort: Bienzle und der Tod in der Markthalle
- 2008: Dornröschen
- 2011: Über das Meer – Die DDR-Flucht des Erhard Schelter
- 2015: Rettet Raffi!

## Schriftwerke
- Rettet Raffi! mit Bettina Kupfer. Illustriert von Kristina Knöchel. Verlagshaus Jacoby & Stuart Berlin, 2012. ISBN 978-3-941787-42-1

## Auszeichnungen
- Bundesfilmpreis
- UNICEF-Preis
- Grimme-Preis
- Ehrenschlingel Internationales Filmfestival Schlingel in Chemnitz, 2014
- Lucas des Internationalen Kinder- und Jugendfilmfestivals in Frankfurt am Main für Der Sommer des Falken im Jahr 1988
- Cinekid Film Award für Karakum im Jahr 1994. Auf dem Chicago International Children’s Film Festival belegte er im Jahr 1994 mit diesem Film den zweiten Platz.